# Jolicoeurbrug
De Jolicoeurbrug (brug 1030) is een bouwkundig kunstwerk in Amsterdam-Zuidoost.

## Brug
Bij het ontwerp van de woonwijk Bijlmermeer werd een soort rasteridee geïntroduceerd voor het snelverkeer. Dat kwam te liggen op een dijklichaam, terwijl het langzame verkeer (voetgangers, fietsers) op maaiveldniveau werd afgewikkeld. Een van die wegen voor het snelverkeer was (en is) de Groesbeekdreef, die met de Bijlmerdreef, Karspeldreef en 's-Gravendijkdreef een soort ringweg vormde rond een wijk met honingraatflats. Het gescheiden verkeer zorgde voor talloze kunstwerken. Zo ook brug 1030, die behalve een langzaam-verkeerroute ook een afwateringstocht overspant. In de jaren van planning ontwierp Dirk Sterenberg van de Dienst der Publieke Werken een standaardviaduct voor dit soort overspanningen, al wist hij toen nog niet exact waar die viaducten kwamen te liggen. Binnen het type is hier sprake van de lange variant van zeventig meter met drie series van brugpijlers. Overigens werd de onderdoorgang in de beginjaren na 1968 maar weinig gebruikt; de wijkbebouwing moest dit punt nog bereiken. Pas vanaf eindjaren zeventig werd het drukker, zeker toen in 1993 de centrale kerk Kerkcentrum De Nieuwe Stad werd geopend.  
Bij de bouw van de K-Buurt rondom het Krimpertplein werd een deel van de Groesbeekdreef afgesnoept. In plaats van twee rijstroken per richting, kreeg ze ter plekke er een per richting. Het viaduct is sinds medio jaren tachtig dan ook maar deels in bedrijf. In 2024 ligt de helft van het viaduct er ongebruikt bij; de Groesbeekdreef is dan al lang geen belangrijke verkeersroute meer.

## 21e eeuw

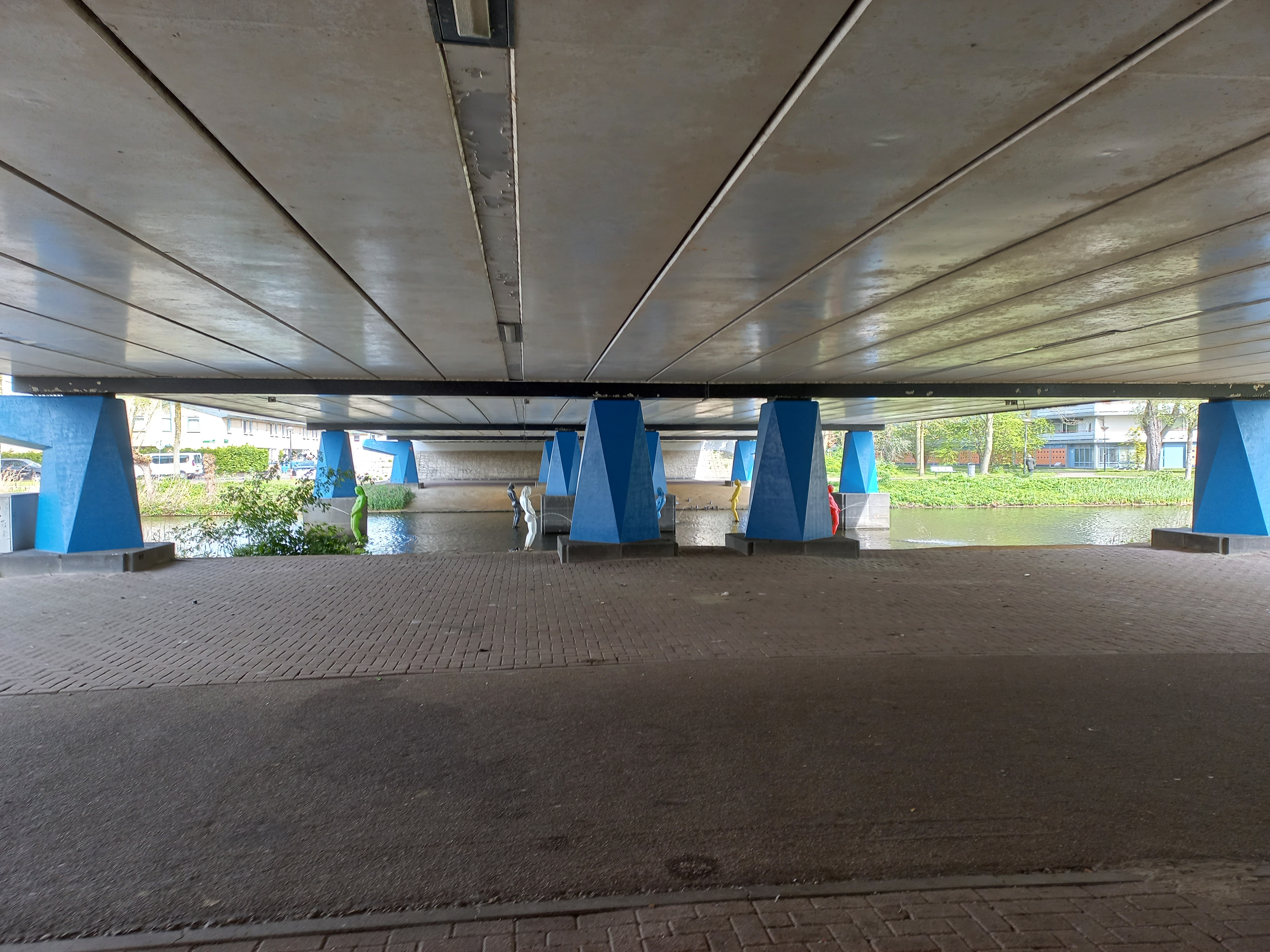
Beeldengroep tussen brugpijlers (april 2024)

De viaducten van Sterenberg zijn in de 21e eeuw nog steeds herkenbaar in de infrastructuur. De herkenningspunten zijn de steenblokken naast de leuningen en balustraden, de afgeronde randplaten, het schakelkastje onder het viaduct, kristalachtige brugpijlers en lantaarns buiten de overspanning. Vanaf 2009 biedt het viaduct beschutting aan de beeldengroep Tayouken Piss (Les pisseurs d'Amsterdam) van Pascale Marthine Tayou.
Pas veel later volgde haar naam. In 2018 kreeg de brug haar naam in een hele reeks naamgevingen van doorgaande routes hier. Ze werd daarbij vernoemd naar de onderliggende straat Jolicoeurstraat, die op haar beurt is vernoemd naar de Surinaamse vrijheidsstrijder Jolicoeur.  
<<< · 1000 · 1001 · 1002 · 1003 · 1004 · 1005 · 1006 · 1007 · 1008 · 1009 · 1010 · 1011 · 1012 · 1013 · 1014 · 1018 · 1028 · 1029 · 1030 · 1032 · 1033 · 1034 · 1035 · 1036 · 1037 · 1038 · 1039 · 1040 · 1041 · 1044 · 1045 · 1046 · 1048 · 1049 · 1050 · 1051 · 1062 · 1063 · 1064 · 1065 · 1066 · 1067 · 1076 · 1077 · 1078 · 1083 · 1090 · 1092 · 1093 · 1094 · 1095 · 1096 · 1097 · 1098 · 1099 · >>>
Brugnummers  1015, 1016, 1017, 1019, 1020, 1021, 1022, 1023, 1024, 1025, 1026, 1027, 1031, 1042, 1043, 1047, 1052/1053 (niet gebouwd), 1054, 1055, 1056, 1057, 1058, 1059, 1060, 1061, 1068, 1069-1075, 1079, 1080, 1081, 1082, 1084-1088, 1089 en 1091 (onbekend) zijn niet meer vergeven. De meesten daarvan zijn gesloopt in verband met sanering Zuidoost. Alle bruggen lagen en liggen in Zuidoost behalve bruggen 1000 en 1002.